# Inocență (Star Trek: Voyager)
„Inocență” (titlu original: „Innocence”) este al 22-lea episod din al doilea sezon al serialului TV american SF Star Trek: Voyager, al 38-lea în total. A avut premiera la 8 aprilie 1996 pe canalul UPN.

## Prezentare
Tuvok se prăbușește cu naveta pe luna unei planete, unde găsește un grup de copii abandonați care cred că sfârșitul le este aproape.

## Actori ocazionali
- Marnie McPhail - Alcia
- Tiffany Taubman - Tressa
- Sarah Rayne - Elani
- Tahj D. Mowry - Corin
- Richard Garon - Ensign Bennet